# Презумпція знання законодавства
Презумпція знання законодавства (лат. Ignorantia juris non excusat — незнання закону не вибачається) — кожен вважається таким, що знає закони.
Правова основа презумпції знання законодавства — обов'язок кожного неухильно додержуватися Конституції України та законів України. Цей обов'язок закріплений в частині 1 статті 68 Конституції України. Обов'язок додержання законів передбачає і обов'язок їх знання. Тому закони повинен знати кожний. З цього положення і випливає загальновідома формула: незнання законів не звільняє від юридичної відповідальності, яка і міститься в частині 2 статті 68 Конституції України.
Презумпція знання законодавства поширюється тільки на закони та інші нормативно-правові акти, які доведені до відома населення у порядку встановленому законом. Згідно з частиною 3 статті 57 Конституції України закони та інші нормативно-правові акти, що визначають права та обов'язки громадян, не доведені до відома населення у порядку, встановленому законом є нечинними. І відповідно не можуть застосовуватись. Тому основна умова вступу нормативно-правового акту в силу, і відповідно обов'язку його знати є його офіційне оприлюднення, яке здійснюється шляхом опублікування у офіційних друкованих виданнях.
Опублікування нормативно-правового акту є юридичною підставою презумпції знання законодавства. Суть даної презумпції полягає в тому, що ніхто не може посилатись на незнання закону, якщо він був опублікований у встановленому законом порядку. Якщо нормативно-правовий акт не опубліковано, то відпадає юридична підстава презумпції знання законодавства. Таким чином існує прямий зв'язок між презумпцією знання законодавства та його офіційним опублікуванням.
За загальним правилом презумпція знання законодавства є неспростовною презумпцією, але в окремих галузях права чи правових інститутах існують винятки. Наприклад, в податковому праві діє інститут податкових консультацій, який розглядається науковцями як виняток з презумпції знання законодавства.

## Ignorantia juris non excusat
Презюмоване знання закону є принципом права, згідно з яким закон поширюється на кожного, навіть якщо особа і не знає про нього. Він може бути також визначений як «заборона незнання закону».
Зворотнім боком презумпції знання закону виступає загальновизнаний принцип права «незнання закону не звільняє від відповідальності», що часто позначається за допомогою латинської формули ignorantia legis non excusat.
Ignorantia juris non excusat або ignorantia legis neminem excusat (з латинської «незнання закону не є виправданням (ні для кого)») — правовий принцип, згідно з яким людина, яка не знає певного закону, не може уникнути відповідальності за порушення такого закону просто лише тому, що вона не знала про нього. Принцип походить з римського права.
Європейські країни, законодавство яких ґрунтується на римському праві, використовують також вираз Аристотеля: nemo censetur ignorare legem (ніхто не розглядається, як такий, що не знає закон), або ignorantia iuris nocet (незнання закону шкодить)

### Походження та обґрунтування принципу
Ідея, що зумовлює принцип, полягає в такому. Якби незнання було виправданням, то звинувачена у правопорушенні особа для уникнення відповідальності просто стверджувала б, що не знає про відповідний закон, навіть, якщо вона при цьому його насправді знала.
Таким чином право приписує знання всіх законів усім людям у межах юрисдикції, незалежно від часу перебування певного суб'єкта в ній. Навіть якщо буде неможливо знати кожний чинний закон з кожного питання, навіть при наявності у особи значних юридичних знань, це — ціна, заплачена за гарантію, що навмисне незнання не стане підставою для виправдання. Відтак беззаперечно визнається, що для діяльності поза межами звичайної для пересічної людини сфери (наприклад, організації роботи ядерної станції) слід вивчити законодавство, що регламентує таку діяльність. Якщо особа цього не зробила, їй не слід нарікати в разі настання відповідальності.
Принцип ґрунтується на певних правилах нормотворчого процесу. Так, конвенціонально визначено, що закони видаються та робляться доступними за допомогою відповідних методів, що роблять їх зміст простим і добре відомим:
- мова законодавства має відповідати певним критеріям точності, доступності, самі законодавчі акти мають пропонувати повне врегулювання питання та не повинні бути суперечливими;
- законодавство належним чином публікується і поширюється, наприклад, закон може бути надрукований в урядовій газеті, оприлюднений через Інтернет, або надрукований в форматі, доступному для продажу населенню за доступними цінами, з законодавством іноді можна ознайомитися у визначених місцях (наприклад, у деяких країнах передбачено, що збірник законів перебуває у кожній міській раді),
- його створюють визначені уповноважені суб'єкти,
- воно вводиться в дію у визначений спосіб (наприклад, через певну кількість днів після видання/опублікування).
Ці вимоги закріплені часто на рівні конституції, при цьому законодавство зазвичай точно описує відповідні належні процедури.
Альтернативне пояснення походження принципу, хоча й частково не пов'язане з сучасними умовами, може бути знайдене у філософії греків і римлян.
Культури останніх зазнали значного впливу звичаєвих правових систем. У межах таких систем право пізнається людиною через долучення до культури та звичаїв спільноти. Таким чином безпідставно вважати, що людина може уникнути знання права. Ці правила і звичаї були вплетені в етичний і релігійний діалог так, що закони явно показували, що є правильним і схвальним, а що є девіацією, яка підлягає осуду. Цицерон у De re publica писав таке: «Є справжнє право, здоровий глузд, відповідний природі, відомий усім людям, незмінний і вічний, який покладає обов'язки своїми настановами та утримує від зла своїми заборонами. Від цього закону не можна відступити без вини. Не є так, що в Римі один закон, а в Афінах інший, або сьогодні закон один, а завтра інший; а є один і той самий закон, незмінний і вічний, що зв'язує всі людські раси і всі часи».
Так само Платон писав у Міносі: «Що є правильним — правильне і що є неправильним, те є неправильним. І хіба не цьому всі вірять … навіть серед персів, завжди? … Те, що добре, поза сумнівами, скрізь узаконене як добре, і що ганебне — як ганебне; а не так, що ганебне визнається добрим, а добре — ганебним».
Принцип широко обговорювався, в тому числі з політичних причин, у часи Просвітництва та в 18-му столітті, враховуючи велику частину неписьменних громадян в європейських країнах (які мали певні труднощі в обізнаності щодо законів своїх держав). Тоді відзначалося, що і презумпція знання, і значно зростаючий масив національного законодавства більше працюють на користь юристів, чим громадян.

### Застосування принципу. Межі
У кримінальному праві хоча незнання і не звільняє особу від провини, воно може бути взяте до уваги при винесенні вироку, зокрема коли закон неясний, або особа зверталася за порадою до державних органів. Наприклад, у Канаді в одній справі особа була звинувачена у володінні пристроєм для азартної гри після того, як представники митниці сказали їй, що імпортувати такі пристрої в Канаду законно., Хоча особа була засуджена, вирок передбачав повне звільнення від кримінальної відповідальності.
Окрім того, наприклад у часи, коли не було супутникового зв'язку та мобільних телефонів, існували люди, які дійсно могли не бути обізнані щодо закону через відстань або ізоляцію. Наприклад, у Британській Колумбії у одній справі пара мисливців була виправдана від звинувачень у правопорушеннях при полюванні, тому що закон був змінений у момент, коли вони перебували в дикій місцевості на полюванні. Ухвалюючи вирок у цій справі, суд відмовився слідувати давньому англійському прецеденту у справі, де моряк, що повернувся з плавання на кліпері (перш ніж було винайдене радіо), був засуджений, не дивлячись на те, що відповідний закон був змінений у той час, як він був у морі (Bailey (1800) Russ & Ry 1).
У країнах загального права деякі нещодавні інтерпретації послаблюють принцип. Зокрема, в цивільному праві може бути певне послаблення у застосуванні принципу з огляду на умови життя особи, що має труднощі з поінформованістю щодо вимог закону. У кримінальному праві рівень обізнаності щодо законодавства може вплинути на оцінку animus nocendi (наміру) або mens rea (вини), за відповідних конкретних умов можливе зменшення відповідальності.

### Зв'язок з іншими принципами права
У доктрині загального права нещодавно деякі автори звернули увагу, що цей принцип є продовженням (або принаймні аналогом) іншого стародавнього принципу (типового для кримінального права), що ніхто не може бути покараний за законом, виданим після вчинення діяння, ex post facto (принцип неретроактивності). Ця позиція, однак, дискутується з огляду на те, що питання принципу «незнання не виправдовує» більше стосується конституційної доктрини загалом, аніж цивільного або кримінального права.
Втім, загалом зв'язок розглядуваного принципу та принципу неретроактивності достатньо очевидний.

### Закріплення в національному законодавстві
Цей принцип також включений до таких нормативно-правових актів: в Канаді: Кримінальний кодекс (RSC 1985, c. C-46), розділ 19
в Сполучених Штатах Америки: Модельний Кримінальний кодекс Розділ 2.02 (9) Кримінального кодексу визначає, що знання про незаконність діяння не є елементом правопорушення, якщо статут, який закріплює це правопорушення, спеціально не зазначає інше. Фактично всі штати, які сприйняли Модельний Кримінальний кодекс, не змінили цю норму.

## Дивись також
- Латина у праві
- Правова доктрина
- Принципи права
- Список латинських висловів